# Burianosaurus augustai
Burianosaurus augustai ("lagarto de Zdenĕk Burian y Josef Augusta") es la única especie conocida del género extinto Burianosaurus de dinosaurio ornitópodo iguanodontiano,que vivió a mediados del período Cretácico, hace aproximadamente entre 95 millones de años, en el Cenomaniense, en lo que es hoy Europa. Sus restos fósiles se han encontrado en la República Checa en 2003 cerca de la ciudad de Kutná Hora, siendo el primer dinosaurio nombrado oficialmente de ese país. Su especie tipo, B. augustai fue nombrada en 2017, el nombre del género es en honor del conocido paleoartista checo Zdeněk Burian, mientras que el nombre de la especie homenajea al paleontólogo checo Josef Augusta. El espécimen holotipo es un fémur descubierto en 2003, el cual fue descrito en 2005 como perteneciente a un posible iguanodontiano.

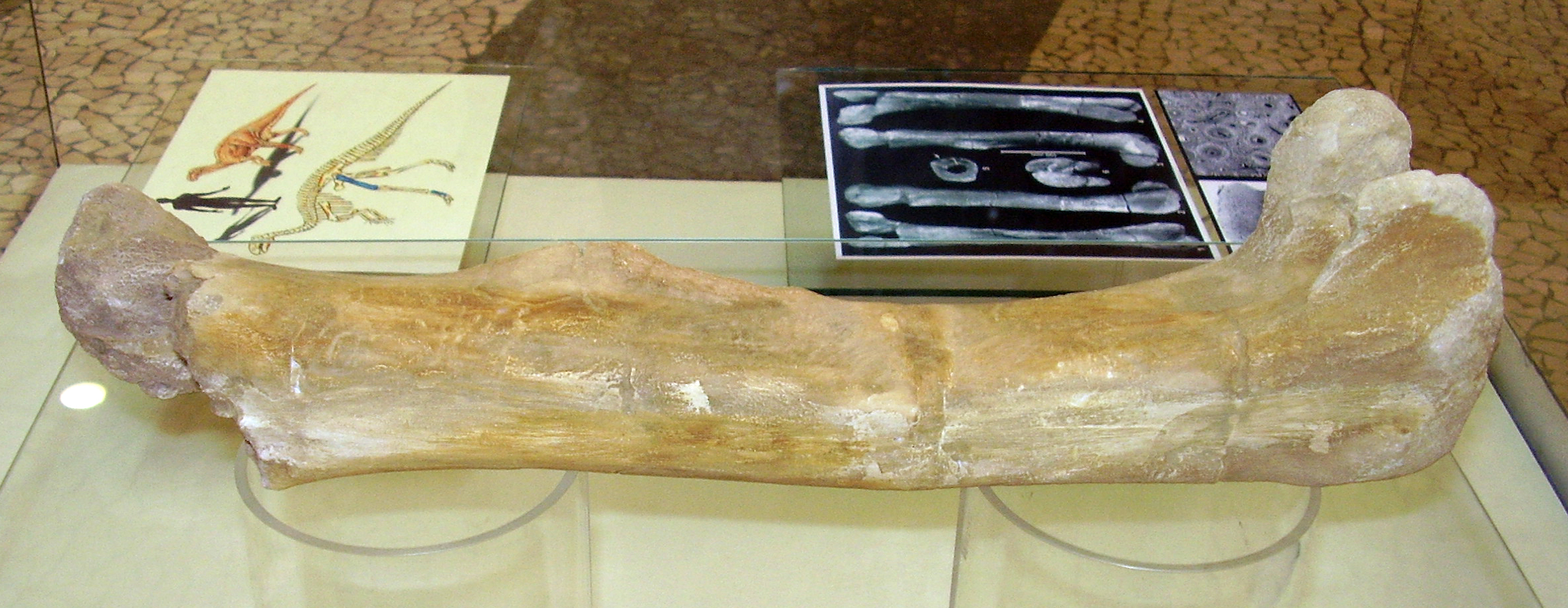
El fémur expuesto en Praga.